# Racov
Racov, dříve také Racovy (německy Ratztau), je malá vesnice, část obce Staré Sedlo v okrese Tachov v Plzeňském kraji. Nachází se asi 3,5 kilometru jihozápadně od Starého Sedla. Je zde evidováno 33 adres. V roce 2011 zde trvale žilo 61 obyvatel.
Racov je také název katastrálního území o rozloze 6,32 km².

## Historie
První písemná zmínka o vesnici pochází z roku 1247. Kostel postaven počátkem 14. století. Pozůstatkem po středověkém panském sídle je tvrziště jižně od návsi nad rybníčkem. Mladší tvrz-zámeček stála v areálu dvora na severovýchodní straně návsi. Byla zbořena na počátku 70. let 20. století.
V letech 1938 až 1945 byl Racov v důsledku uzavření Mnichovské dohody přičleněn k nacistickému Německu.

## Přírodní poměry
Racov leží na hranici přírodního parku Sedmihoří. Jihovýchodně od vesnice se nachází přírodní památka Racovské rybníčky.

## Obyvatelstvo
| Rok            | 1869 | 1880 | 1890 | 1900 | 1910 | 1921 | 1930 | 1950 | 1961 | 1970 | 1980 | 1991 | 2001 | 2011 | 2021 |
| -------------- | ---- | ---- | ---- | ---- | ---- | ---- | ---- | ---- | ---- | ---- | ---- | ---- | ---- | ---- | ---- |
| Počet obyvatel | 309  | 283  | 273  | 287  | 304  | 277  | 272  | 143  | 132  | 79   | 63   | 59   | 50   | 61   | 62   |
| Počet domů     | 53   | 55   | 54   | 54   | 51   | 49   | 49   | 46   | 46   | 22   | 23   | 24   | 25   | 25   | 29   |

Poznámka: Při lidu v roce 1921 byli všíchni obyvatelé německé národnosti.

## Obecní správa
Při sčítání lidu v letech 1850–1959 Racov byl samostatnou obcí v okrese Tachov. Od roku 1960 je částí obce Staré Sedlo v okrese Tachov.

## Pamětihodnosti
- Kostel svatého Martina
- Smírčí kříž u hřbitova
- Smírčí kříž při cestě na Darmyšl, proti čp. 25

## Galerie

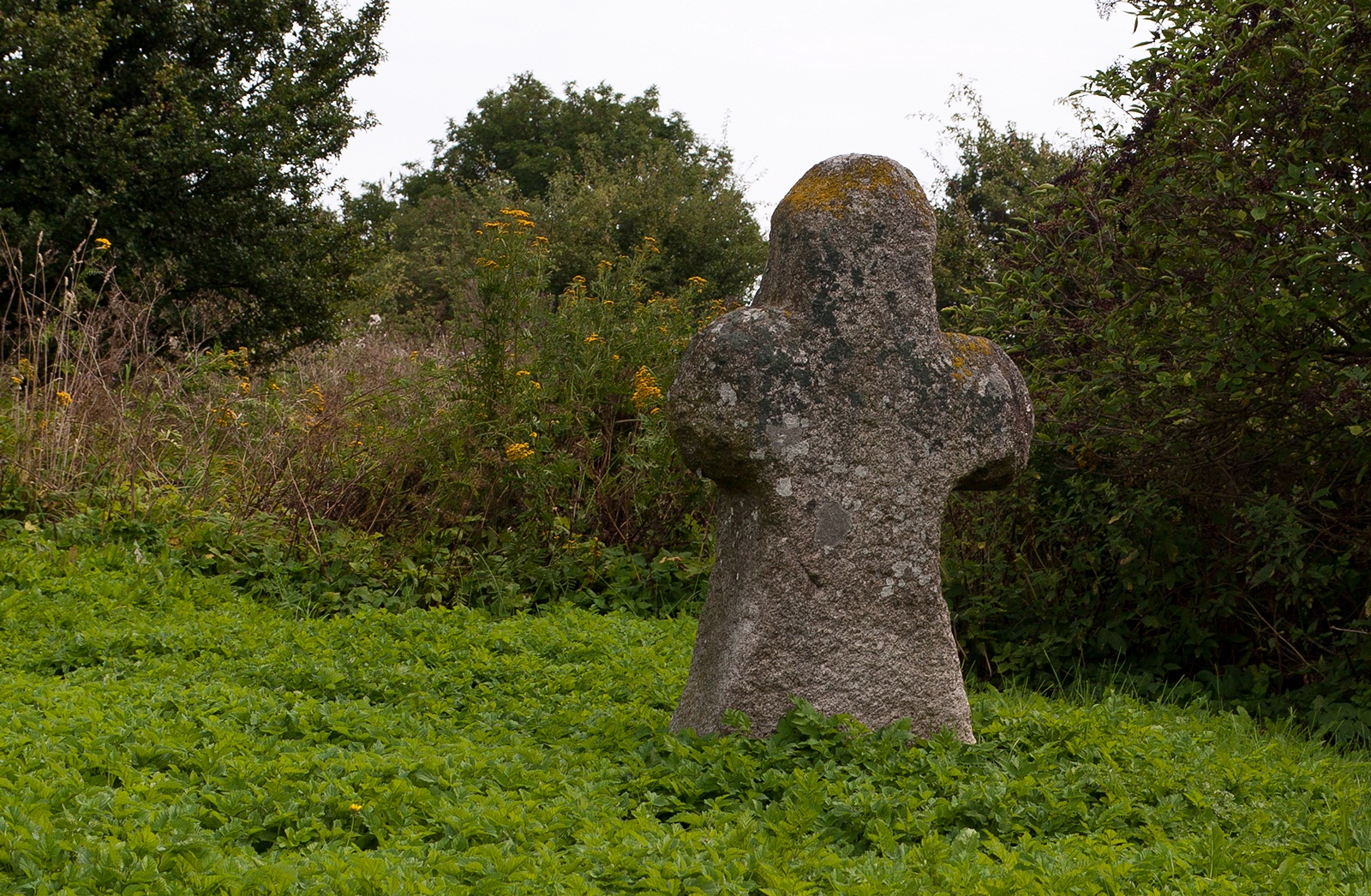
Smírčí kříž u hřbitova v Racově
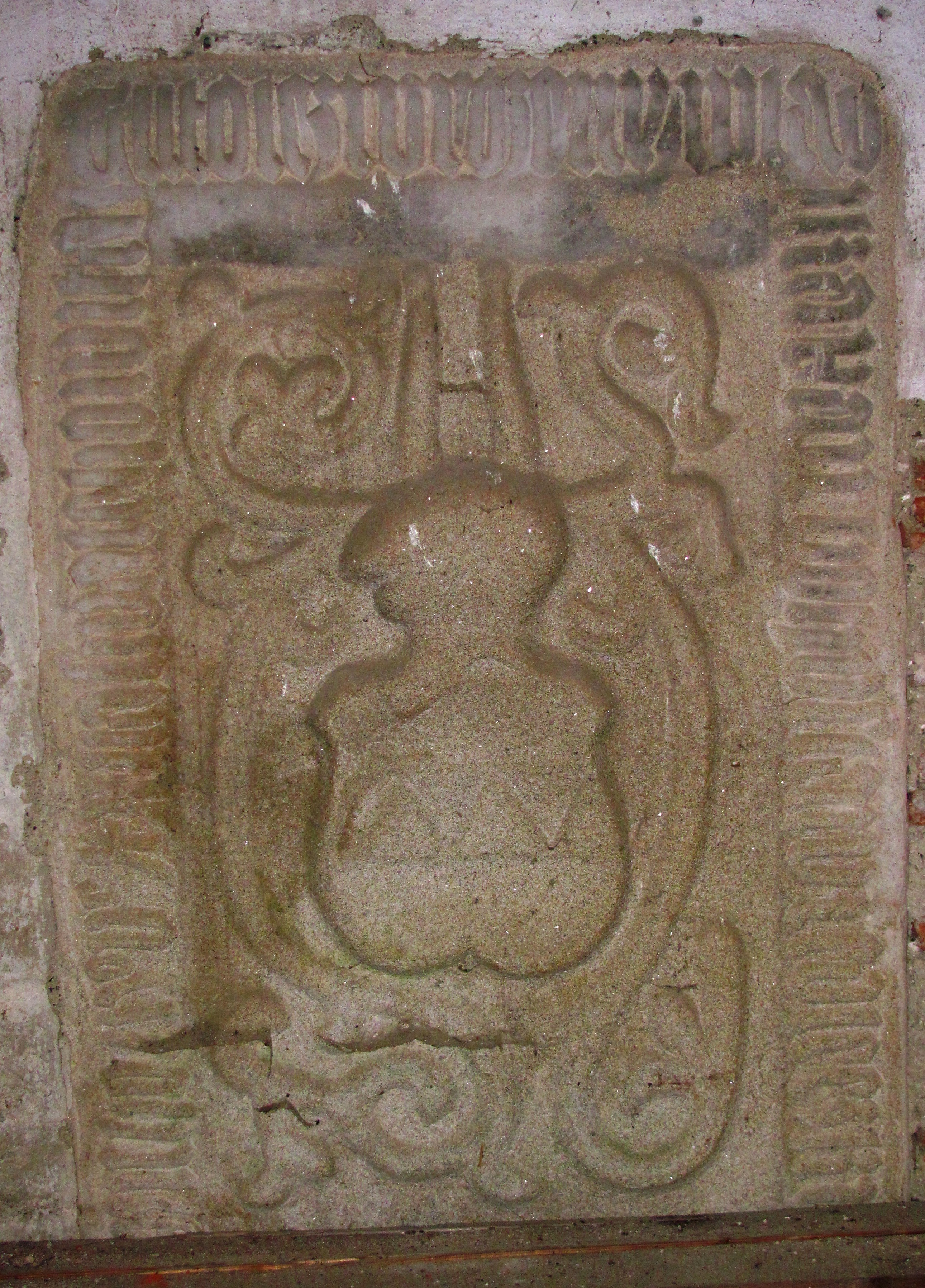
Náhrobník Bohuslava Sedleckého z Újezdce (zemř.1520) umístěný v kostele sv.Martina
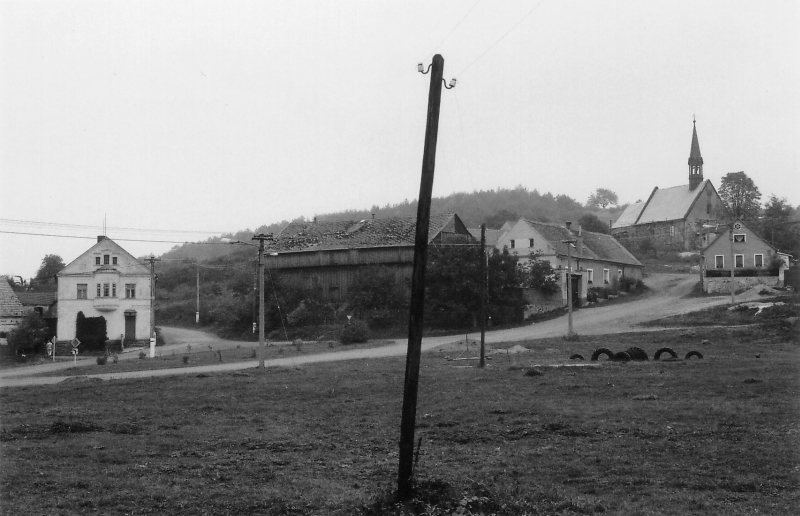
Racov v roce 1985